# Kunibert Krix

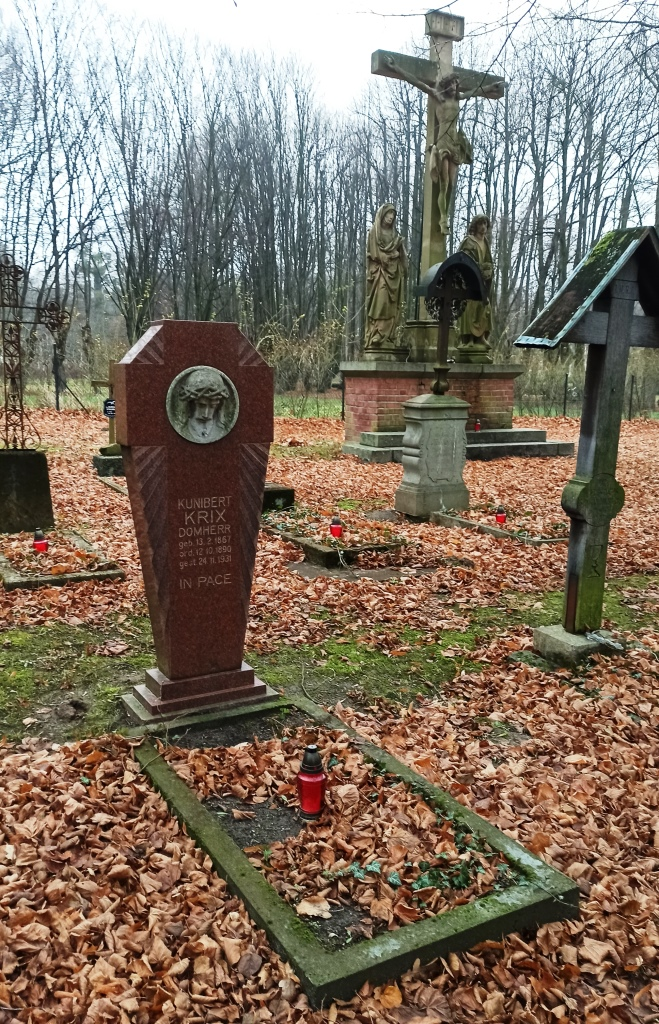
Grób Kuniberta Krixa na cmentarzu kanoników we Fromborku

Kunibert Krix (ur. 13 lutego 1867 w Ostródzie, zm. 24 listopada 1931 w Braniewie) – niemiecki ksiądz katolicki, członek katolickiej partii Centrum (niem. Deutsche Zentrumspartei), poseł do Reichstagu z okręgu Olsztyn-Reszel (1912–1918), działacz niemieckich organizacji chłopskich Ermländischer Bauverein oraz Landwirtschaftlicher Verein w Olsztynie, wykładowca w Państwowej Akademii w Braniewie.

## Życiorys
Urodził się w Ostródzie w rodzinie Juliusza i Marii z d. Weinenberg. Uczęszczał najpierw do szkoły powszechnej w Nidzicy i gimnazjum w Reszlu. Od 1887 roku studiował teologię na Uniwersytecie w Münster, a następnie w Państwowej Akademii w Braniewie. Święcenia kapłańskie otrzymał 12 października 1890 roku w kaplicy Szembeka w katedrze fromborskiej. W tym samym roku rozpoczął posługę kapłańską w Pogorzałej Wsi, a następnie w 1891 Mątowach Wielkich i Kwidzynie. 18 maja 1893 został mianowany administratorem, a 18 grudnia 1894 roku proboszczem parafii w Prabutach. W 1897 został proboszczem w Lamkowie. Publikował artykuły w czasopismach o tematyce rolniczej i prowadził wykłady na temat podnoszenia produkcji rolnej. Znał dobrze język polski, zapowiadał wiele razy, że będzie ubiegał się o prawa do języka ojczystego polskich Warmiaków. Począwszy od 1928 był lektorem języka polskiego w Państwowej Akademii w Braniewie.
Zmarł 24 listopada 1931 roku na udar mózgu w trakcie prowadzenia wykładów w Braniewie. Został pochowany na cmentarzu kapitulnym we Fromborku.